# Agathuru, Heggadadevankote
Agathuru là một làng thuộc tehsil Heggadadevankote, huyện Mysore, bang Karnataka, Ấn Độ.